# Sebastian Schönbroich
Sebastian Schönbroich (...) è un ex giocatore di football americano tedesco, che ha giocato come defensive back.

## Palmarès
- 2 Europei (2010, 2014)